# Life Is Strange (видео-игра)
Life Is Strange је епизодна графичка авантуристичка видео-игра коју је развио Dontnod Entertainment и објавила европска подружница Square Enix. Први део серијала Life Is Strange игре је објављен у пет епизода периодично током 2015. године за PlayStation 3, PlayStation 4, Windows, Xbox 360 и Xbox One. Портована је на OS X и Linux 2016. године, а на iOS и Android 2017. и 2018. године.
Радња се фокусира на Макс Колфилд, 18-годишњу студенткињу фотографије која открива да има способност да врати време у било ком тренутку, што доводи до тога да сваки њен избор доведе до ефекта лептира. Играчеве акције могу променити наратив, а такође у многим случајевима играч може да врати време да би изабрао другу опцију и тако преобликовао причу. Задаци доношења и прављење промена у окружењу представљају облике решавања загонетки поред коришћења гранања избора за разговор.
Развој Life Is Strange почео је у априлу 2013. Формиран је са епизодним форматом на уму, из финансијских и креативних разлога. Програмери су спровели теренско истраживање окружења путујући на северозапад Пацифика и подметнули познате архетипове да би направили ликове. Повратне информације играча утицале су на прилагођавање епизода. Лук приче и карактера служе као централна тачка у игри. Игра се игра у трећем лицу.
Игра „Life Is Strange“ је добила критичко признање и похвале за развој ликова, механику премотавања игре, емоционалну дубину и обраду табу тема. Негативни коментари били су везани за сленг који је коришћен, лошу синхронизацију усана и тонске недоследности у причи. Игра је освојила преко 75 награда и листи за игру године и достигла је 20 милиона играча од новембра 2023. године. Преднаставак, „Life Is Strange: Before the Storm“, објављен је у августу 2017. године, док је ремастерована верзија игре објављена као део „Life Is Strange Remastered Collection“ у фебруару 2022. године. Директни наставак, „Life Is Strange: Double Exposure“, објављен је у октобру 2024. године.

## Гејмплеј
„Life Is Strange“ је графичка авантура која се игра из погледа трећег лица. Играч контролише Макс Колфилд, чија способност враћања времена омогућава играчу да понови скоро сваку предузету радњу. Играч може да испитује и интерагује са објектима, што омогућава решавање загонетки у облику задатака доношења и прављења промена у окружењу. Предмети који се сакупе пре путовања кроз време чувају се у инвентару након тога.
Играч може да истражује разне локације у измишљеном окружењу залива Аркадија и да комуницира са ликовима. Размене дијалога могу се премотавати уназад док се опције гранања користе за разговор. Када се догађај ресетује, детаљи који су раније дати могу се користити у будућности. У неким случајевима, избори у дијалогу мењају и утичу на причу кроз краткорочне или дугорочне последице. За сваки од избора, нешто добро у кратком року може се касније испоставити лошијим.

## Заплет
У октобру 2013. године, осамнаестогодишња Максин „Макс“ Колфилд (Хана Тел) враћа се у Аркадија Беј, Орегон, како би похађала Академију Блеквел. Током часа са наставником фотографије Марком Џеферсоном (Дерек Филипс), Макс доживљава катастрофалну визију торнада који уништава светионик и приближава се граду. Одлазећи у тоалет да поврати самоконтролу, она сведочи како њен колега из разреда Нејтан Прескот (Ник Шрајнер) пуца и убија девојку у нападу беса. У изненадном напору, она развија способност да врати време и спасава девојку, за коју се открива да је њена пријатељица из детињства Клои Прајс (Ешли Берч). Њих две се поново спајају и посећују светионик, где Макс открива Клои своје моћи. Чудно време и друге аномалије почињу да се дешавају широм Аркадија Беја.
Следећег дана, час је прекинут када Кејт Марш (Дејен Хатон), колегиница из студентског дома која је малтретирана због виралног видеа на којем је приказана како се љуби неколико ученика на журци, изврши самоубиство скочивши са крова женског дома. Макс успева да врати време и стигне до крова, дајући себи прилику да смири Кејт. У зависности од избора у дијалогу, Макс може или да спасе Кејт, или да не успе да је убеди да не скочи. На крају, она одлучује да открије шта се догодило са Кејтином и Клоином несталом пријатељицом, Рејчел Амбер. Макс и Клои те ноћи проваљују у канцеларију директора, откривајући више трагова који указују на Нејтана. Следећег јутра, ушуњаће се у кампер дилера дроге Френка Бауерса (Данијел Бонжур) и сазнати да је Рејчел била у вези са Френком, али је то крила од Клои. Макс касније испитује фотографију из детињства на којој су она и Клои, али се изненада преноси на дан када је слика сликана. Она спречава да Клоин отац Вилијам (Џо Охман) погине у саобраћајној несрећи, што ненамерно ствара алтернативну стварност у којој је Вилијам жив, али је Клои парализована од врата надоле услед последица сопствене саобраћајне несреће. Сломљеног срца, Макс користи фотографију да поништи своје поступке и врати се у садашњост.
Настављајући истрагу, Макс и Клои откривају бункер испод напуштене штале у власништву Прескотових, где проналазе колекцију фасцикли пуних слика везаних девојчица. Проналазе фотографије Кејт и, на свој ужас, проналазе фотографије Рејчелиног леша. У паници, Макс и Клои одлазе на отпад, где откривају Рејчелине остатке. Њих две одлазе на школску забаву да се суоче са Нејтаном, али уместо тога добијају поруку од њега у којој он прети да ће уништити доказе. Оне журе назад на отпад, али их напада Џеферсон, који успева да убризга инјекцију у Макс и убија Клое хицем у главу. Макс се буди у бункеру, где је Џеферсон дрогирао и фотографисао младе девојке како би „ухватио тренутак када се невиност претвара у корупцију“. Џеферсон открива да је узео Нејтана под своје окриље, али га је убио пре него што је отео Макс и да је Нејтан дао Рејчел прекомерну дозу када је покушао да имитира Џеферсонов рад. Џеферсон намерава да убије Макс након што добије фотографије које жели. Макс успева да се сконцентрише на стару фотографију и враћа се на почетак у Џеферсоновом разреду. Она упозорава Дејвида Медсена (Дон Мекманус), Клоиног очуха и шефа обезбеђења Блеквела на Џеферсона, спасавајући себе и Клои, што доводи до хапшења Џеферсона и Нејтана.
Макс добија прилику да оде у Сан Франциско, путујући са директором Велсом уместо са Џеферсоном, и да једна од њених фотографија буде изложена у уметничкој галерији. Она позива Клои са догађаја, схватајући да је, упркос свим њеним напорима, олуја стигла до залива Аркадија. Макс се враћа у време када је направила фотографију из галерије, што је на крају доводи до боравка у алтернативним стварностима док се оне претварају у ноћну мору снова. Она се поново уједињује са Клои код светионика, где се суочавају са могућношћу да је Макс изазвала олују спасавајући Клое од тога да је Нејтан упуца раније те недеље. Макс мора да донесе одлуку: да врати време и жртвује Клоин живот да би спасила Аркадију, или да остане у временској линији и поштеди Клои, али жртвује Аркадију. Ако Макс изабере прву опцију, она у сузама дозвољава да Клои буде упуцана. Нејтан и Џеферсон су ухапшени, олуја се никада не појављује, а Клоина смрт се оплакује. Ако Макс изабере другу опцију, олуја погађа Аркадију. Њих две затим напуштају сада разорени град.

## Објављивање
Square Enix је најавио Life Is Strange на Gamescom-у 11. августа 2014. године. Епизоде су дигитално објављене на PC-ју преко Steam-а, PlayStation 3 и PlayStation 4 преко PlayStation Network-а, и Xbox 360 и Xbox One преко Xbox Live-а између 30. јануара 2015. и 20. октобра 2015. године. Две опције сезонске пропуснице биле су доступне по сниженим ценама, једна са епизодама 1-5 и једна са епизодама 2-5. Демо верзија првих 20 минута објављена је истовремено са епизодом 1 за конзоле, а касније и за PC. У новембру 2014. године, издавач је рекао да је заинтересован за објављивање физичких копија игре, али је рекао да је у то време био „100% фокусиран на дигитално издање“. Годину дана касније, малопродајно издање је требало да буде објављено за PC, PS4 и Xbox One у Северној Америци 19. јануара 2016. и у Европи 22. јануара 2016. године; лимитирано издање је имало уметничку књигу, саундтрек, музику и редитељски коментар. Редитељски коментар је такође објављен као бесплатни DLC. Јапанска синхронизована верзија је објављена за Microsoft Windows, PlayStation 3 и PlayStation 4 3. марта 2016. године. Feral Interactive је портовао Life Is Strange за OS X, објављен 16. јуна 2016. године и Linux, објављен 21. јула 2016. године. Истог дана, прва епизода је постала доступна бесплатно на неодређено време на Linux, Windows, OS X, PS3, PS4, Xbox 360 и Xbox One. Life Is Strange је укључен на PlayStation Plus (за Америку и PAL регионе) у јуну 2017. године. Објављена је за iOS између 14. децембра 2017. и 29. марта 2018. године, а за Андроид је покренута 18. јула 2018. године, а оба је портовала Black Wing Foundation.